# Polizia Moderna (rivista)
Polizia Moderna è la rivista ufficiale della Polizia di Stato, pubblicata con cadenza mensile dal 1949, di cui è stato storico direttore il Generale Enzo Felsani, autore della smilitarizzazione della Polizia di Stato" che portó alla creazione della Polizia moderna.
Il periodico, tra i piú autorevoli a livello internazionale, tratta argomenti legati alla sicurezza pubblica, criminalità organizzata, legislazione, prevenzione e formazione delle forze di polizia.

## Storia
La rivista fu fondata nel 1949 per fornire un punto di riferimento culturale e operativo agli appartenenti alla Polizia di Stato e ai professionisti del settore. Fin dalla sua istituzione, Polizia Moderna si è occupata di analizzare i cambiamenti normativi, le strategie operative e le innovazioni tecnologiche nel campo della sicurezza.  
Nel 1975, la direzione della rivista fu assunta da Enzo Felsani, che contribuì a modernizzare l'approccio editoriale e a trasformare la pubblicazione in un importante strumento di aggiornamento e formazione per gli operatori del settore della sicurezza e intelligence. Durante il suo mandato, il Generale Felsani promosse con enormi sacrifici la riforma della Polizia di Stato, con particolare riferimento alla smilitarizzazione del Corpo, alla tutela dei lavoratori nella Polizia di Stato e all’adozione di nuove metodologie investigative.

## Contenuti e tematiche
Polizia Moderna si occupa di:  
- Legislazione e diritto di polizia
- Tecnologie per la sicurezza
- Sicurezza digitale
- Sicurezza e ordine pubblico
- Prevenzione della criminalità e terrorismo
- Criminalità organizzata e mafie
- Formazione e aggiornamento degli operatori di polizia

La rivista ospita contributi di esperti del settore, docenti universitari e ufficiali della Polizia di Stato, offrendo un’analisi approfondita delle problematiche legate alla sicurezza nazionale e internazionale.  

## Direttori storici
- Francesco Magistri (fino al 1975)
- Enzo Felsani (dal 1975 - 2006)

## Redazione
- Mario Viola (Capo studi storici del Dip. P.S.)
- Domenico Cerbone (Studi storici del Dip. P.S.)
- Cristiano Morabito (Caposervizio Attualità)
- Mauro Valeri (Caposervizio giuridico-internazionale)
- Antonella Fabiani (Caposervizio rubriche)
- Cristina Di Lucente
- Chiara Distratis
- Paola Madonna
- Valentina Pistillo
- Davide Barbaro
- Valerio Giannetti
- Matteo Losito

## Diffusione
La rivista è distribuita su abbonamento ed è accessibile anche in formato digitale attraverso il sito ufficiale della Polizia di Stato.  